# Bílý Potok (Vrbno pod Pradědem)
Bílý Potok (něm. Weisseseife, polsky Biały Potok) je osada, část města Vrbno pod Pradědem v okrese Bruntál v Moravskoslezském kraji.

## Historie
První písemná zmínka o vesnici pochází z roku 1310.
Osada vznikla pod jménem Zainhütte v roce 1828 při stejnojmenné huti a hamru postavené vratislavským biskupem. Vratislavské biskupství zde zpracovávalo vlastní železnou rudu natěženou v místních šachtách. Tato huť patřila pod železárny v nedaleké Železné (1770). Vyráběly se zde, jak už napovídá název železné pruty, různé osy pro povozy, různé nářadí a také díly chladných zbraní a kyrysů (část o zbraních je jen z ústního podání). Od svého založení patřila osada pod Mnichov a od roku 1835 pod Železnou. Po zániku hutě ke konci 19. století byla přejmenována na Weisseseife a v roce 1947 na Bílý Potok. Ještě v padesátých letech 20. století zde byl funkční křemencový lom. Asi 1 km od osady cestou na skalách nad údolím Bílého potoka stojí zříceniny dvojhradí Veisenštejn – Rabenštejn. V současnosti je osada křižovatkou turistických tras a nacházejí se zde převážně rekreační objekty.

## Obyvatelstvo
Počet obyvatel Bílého Potoka podle sčítání nebo jiných úředních záznamů:

| Rok            | 1890 | 1900 | 1910 | 1921 | 1930 | 1961 | 1970 | 1980 | 1991 | 2001 | 2011 | 2021 |
| -------------- | ---- | ---- | ---- | ---- | ---- | ---- | ---- | ---- | ---- | ---- | ---- | ---- |
| Počet obyvatel | 18   | 15   | 18   | —    | 18   | 13   | 18   | 22   | 19   | 19   | 13   | 11   |
| Počet domů     | 3    | 3    | 3    | 3    | 5    | —    | 5    | 6    | 6    | 8    | 8    | 7    |

V Bílém Potoce je evidováno 13 adres: 8 čísel popisných (trvalé objekty) a 5 čísel evidenčních (dočasné či rekreační objekty). Při sčítání lidu roku 2001 zde bylo napočteno 8 domů, z toho 5 trvale obydlených.

## Pamětihodnosti
- Veisenštejn (též Pustý hrad) – zřícenina středověkého hradu severně od osady
- Rabenštejn – zřícenina středověkého hradu severně od osady

## Galerie

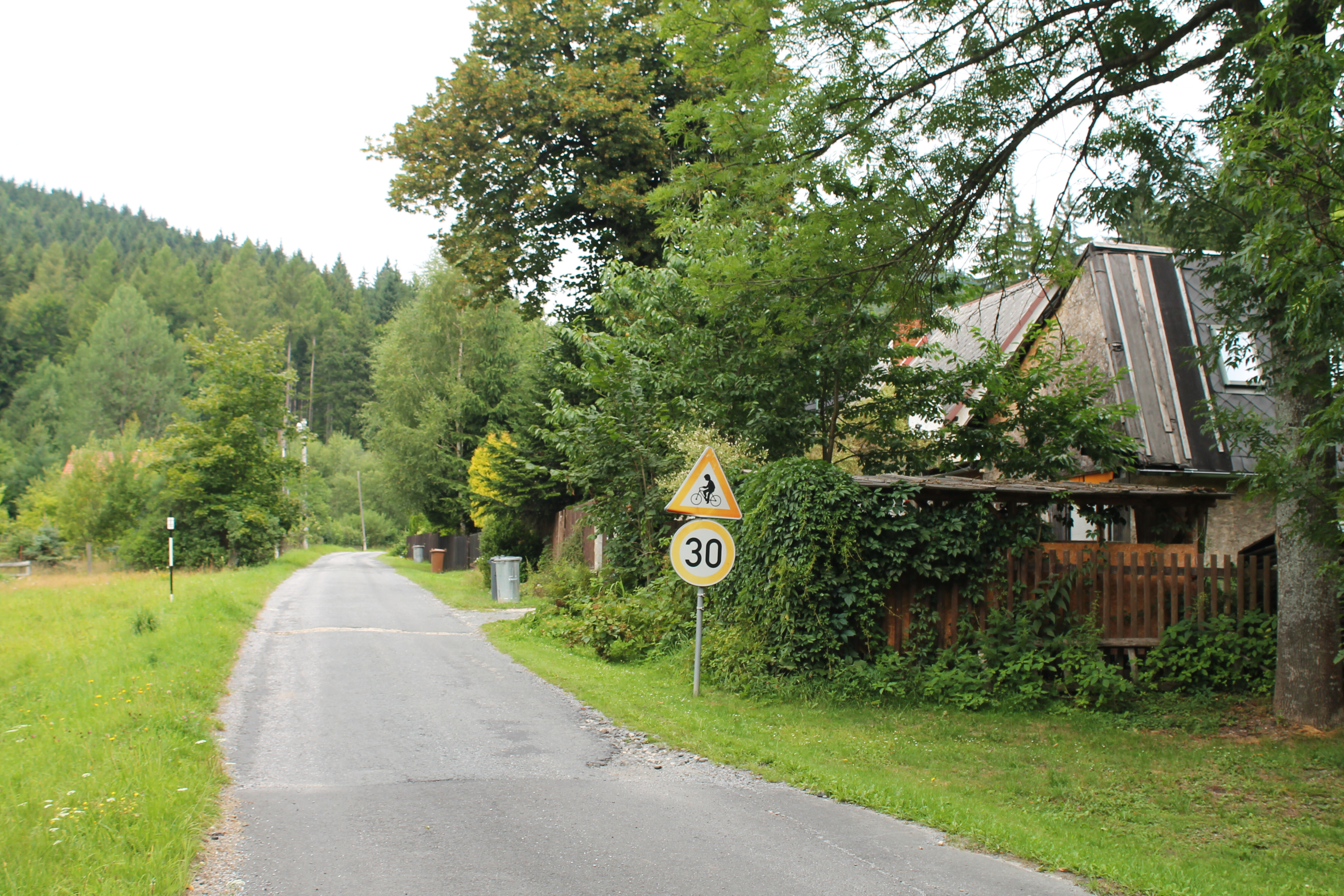
Ulice v osadě
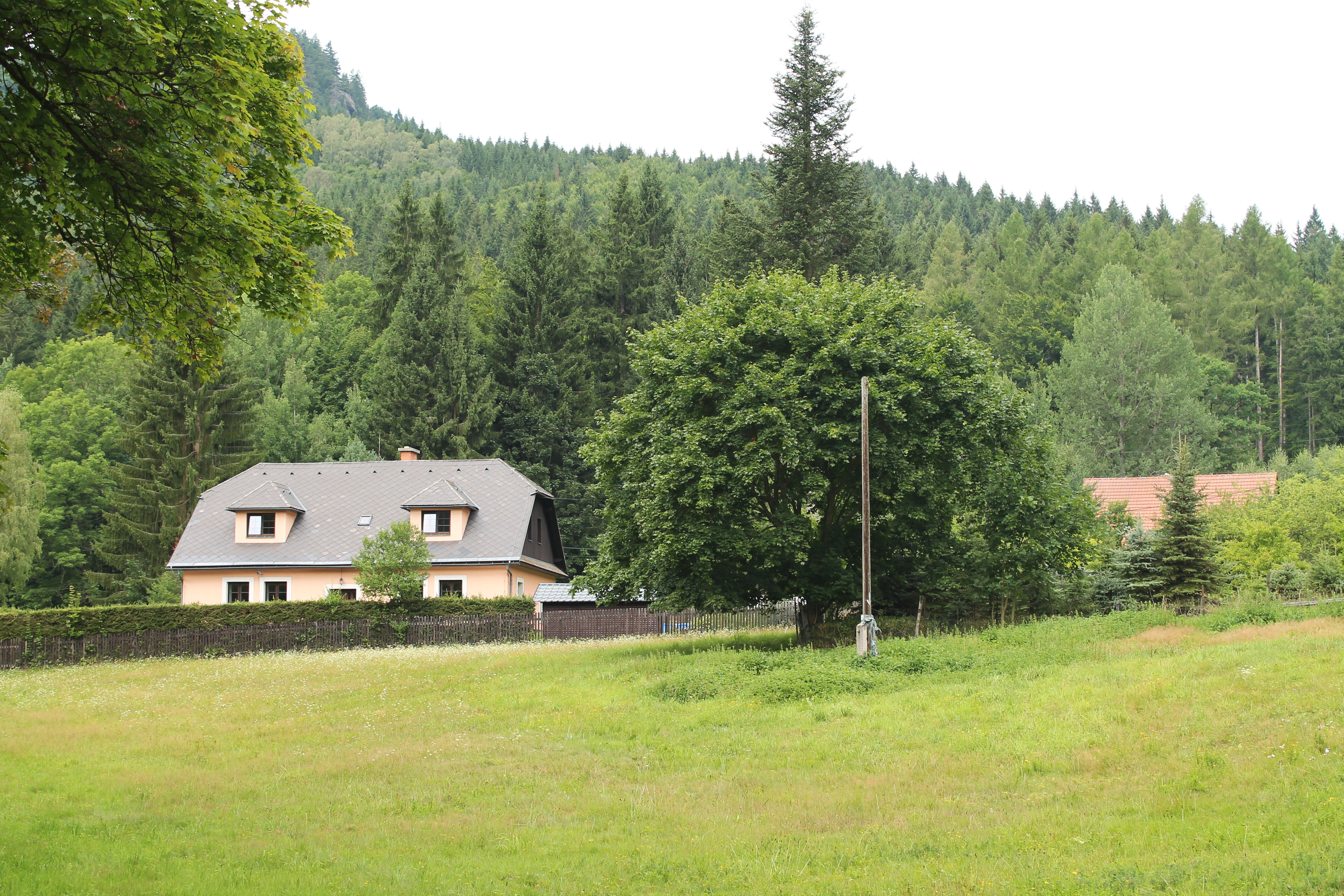
Dům čp. 67 uprostřed osady
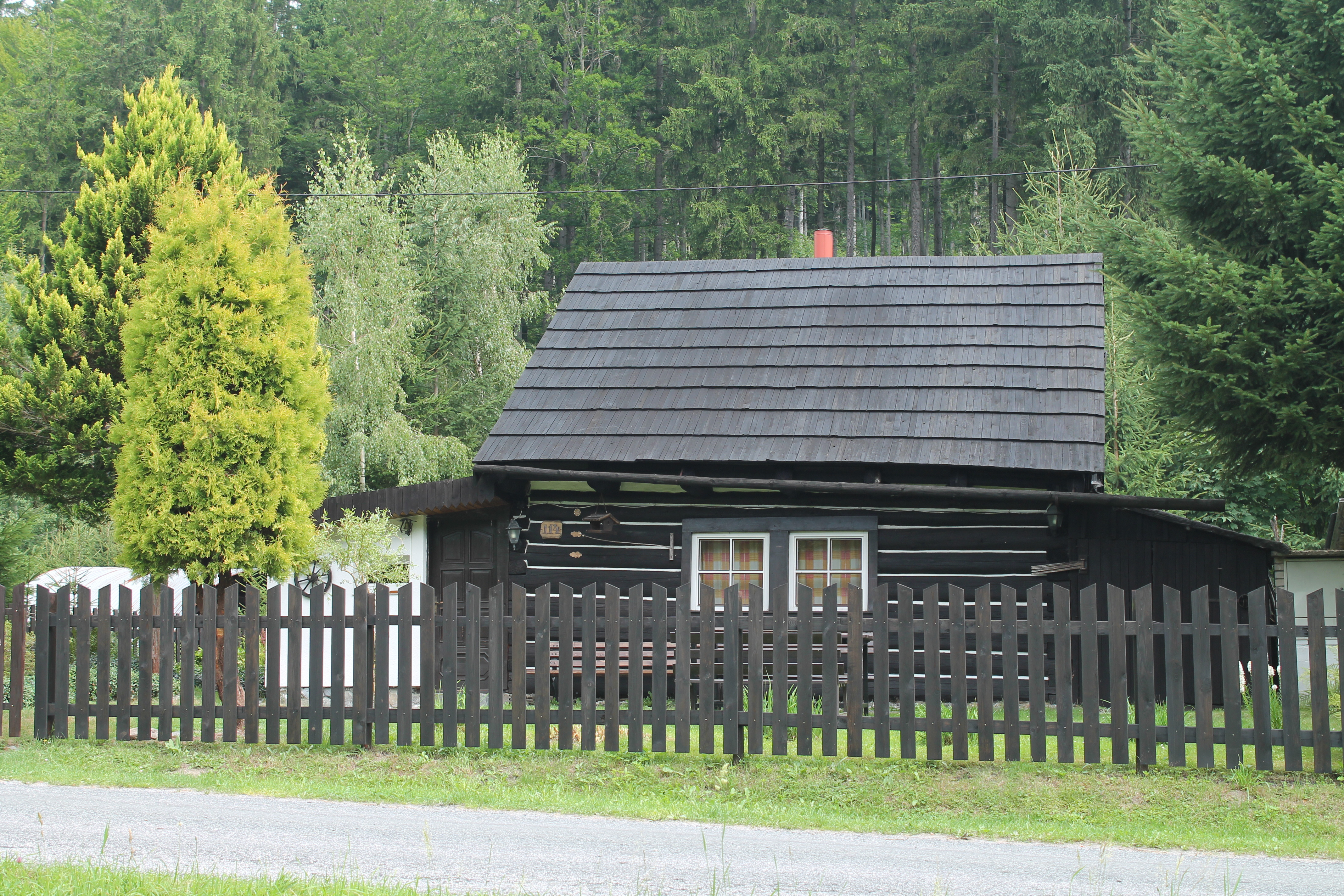
Dům čp. 114
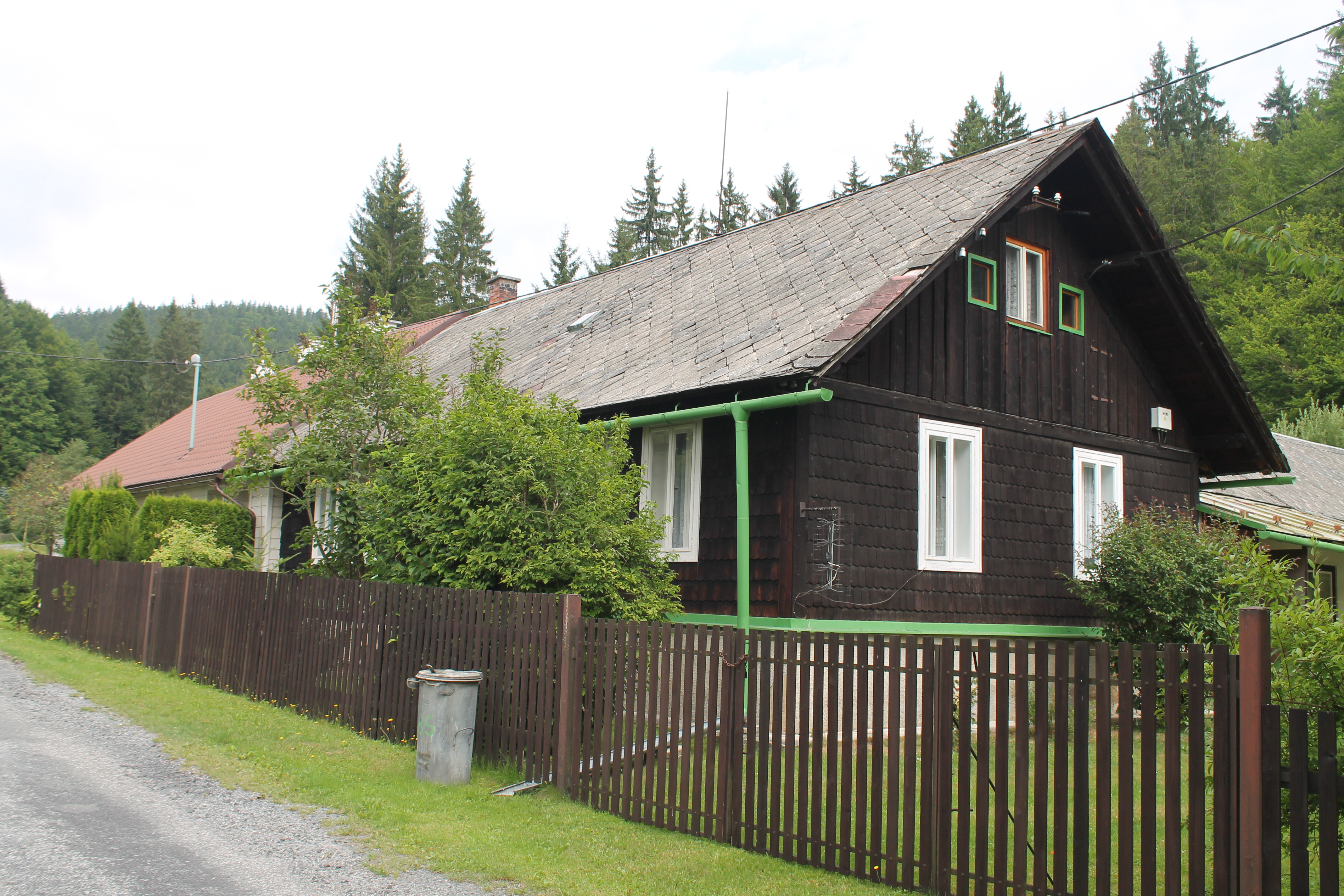
Stavení čp. 85
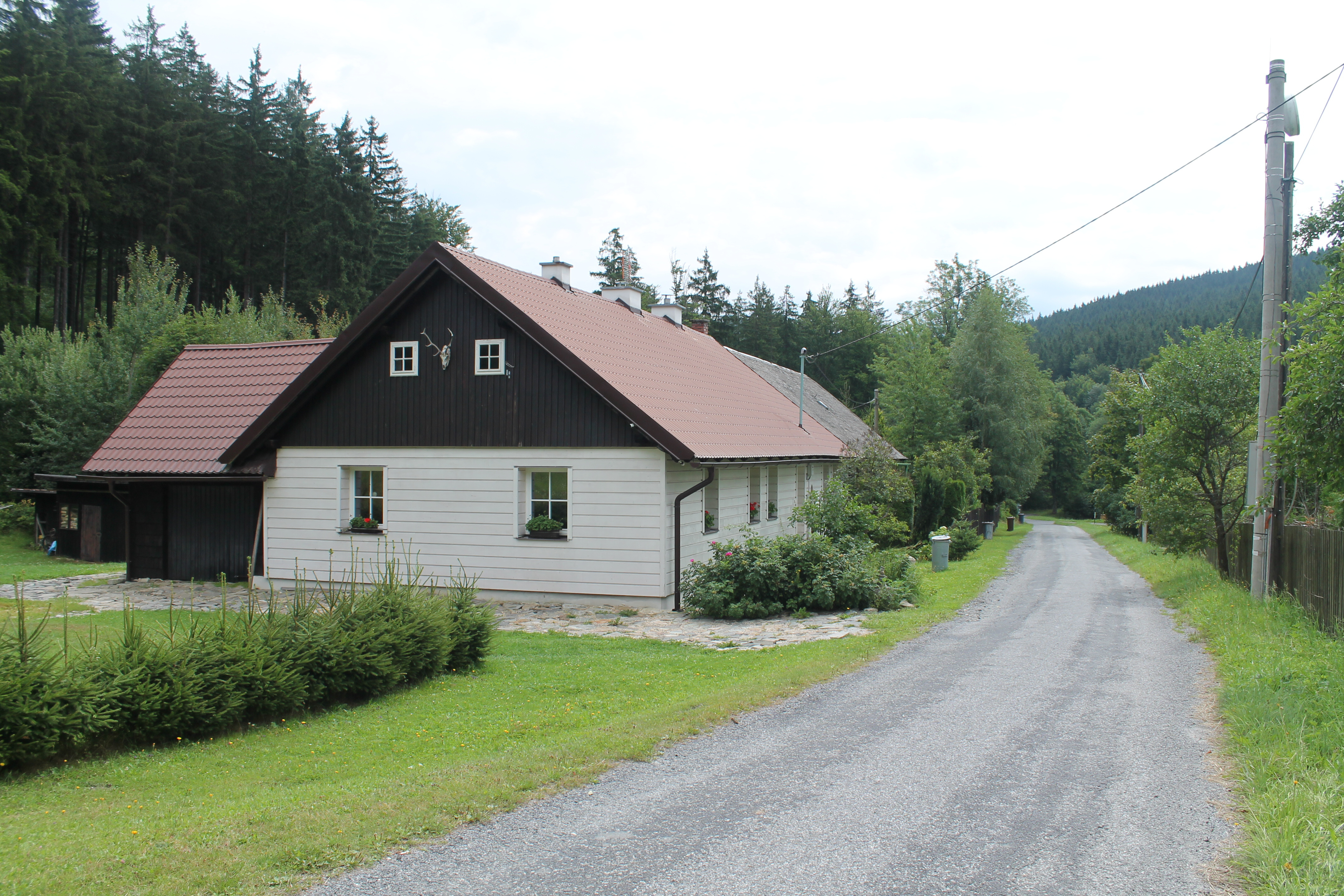
Zástavba Bílého Potoka